# Grande tempio di Yeha
Il Grande tempio di Yeha, anche noto come Tempio della Luna, è dedicato al dio sabeo Almaqah, che si trova a Yeha nella Regione dei Tigrè in Etiopia. È la più antica costruzione esistente in Etiopia, ed è considerato dagli etiopi un luogo sacro, simbolo dell'orgoglio e dell'identità culturale nazionale.

## Descrizione
Il Grande Tempio di Yeha risale al VII secolo a.C. circa, quindi più antico del Tempio di Giove Ottimo Massimo a Roma costruito nel VI sec. a.C., e fu costruito sulla cima di una collina con eccellenti tecniche ingegneristiche di muratura a secco, unendo grandi blocchi di pietre squadrate, che hanno contribuito al suo attuale stato di conservazione.
La struttura è stata datata grazie a comparazione con le altre antiche strutture dell'Arabia meridionale, costruite tra l'VIII e il V secolo a.C., e nonostante non sia mai stata effettuata una datazione al carbonio-14, i test effettuati su alcuni campioni raccolti a Yeha ne hanno permesso la datazione, confermata dalle locali iscrizioni.
Si tratta di un edificio rettangolare di 18,5 x 15 m, che arriva fino ad un'altezza massima di 14 m, con un unico ingresso alto 5 metri, un tempo preceduto da un porticato sorretto da sei colonne, andate perse a seguito di un incendio.
L'edificio aveva tre navate, con le due navate laterali coperte da un soffitto, che era anche la base di un secondo piano, e con la navata centrale che invece era aperta al cielo. Tre camere di uguali dimensioni erano situate all'estremità orientale dell'interno del tempio. Due ulteriori stanze di culto si estendevano dalla camera centrale.
Le pareti sono state costruite senza l'utilizzo di malta, utilizzando blocchi regolari di pietre squadrate rettangolari, lunghe fino a 3 m; nel costruirle, grazie ad una meticolosa attenzione ai reinvestimenti esterni, i costruttori hanno cercato di dare l'impressione che il tempio fosse stato ricavato da un'unica struttura monolitica. Le mura del tempio, ben conservate, hanno uno spessore di circa 60 cm. Il pavimento, costruito con 5 strati di blocchi di pietre lavorate di diverse dimensioni, presenta una profonda piscina al centro, che veniva utilizzata per scopi cerimoniali e sacrificali..
Intorno all'edificio sono state rinvenute pietre che descrivono il dio Almaqah, e la sua gloria che derivava dal potere di scacciare il duro e implacabile sole etiopico, scritte in lingua sud-arabica, che se da soli non dimostrano la provenienza araba degli abitanti, certo ne attestano l'influenza.
I lavori di restauro e consolidamento iniziati nel 2009, hanno permesso di determinare che la pietra utilizzata per il tempio, proveniva da cave site nella zona di Wuqro, distante circa 80 chilometri ad est da Yeha.
Il tempio, che subì un incendio intorno al V secolo a.C., fu convertito nel monastero St Abuna Aftse, nel VI secolo d.C., come si può capire dal battistero che si trova all'interno. Il monastero fu poi trasferito nella vicina sede attuale all'inizio del XX secolo d.C..